# Nguyễn Tấn Dũng

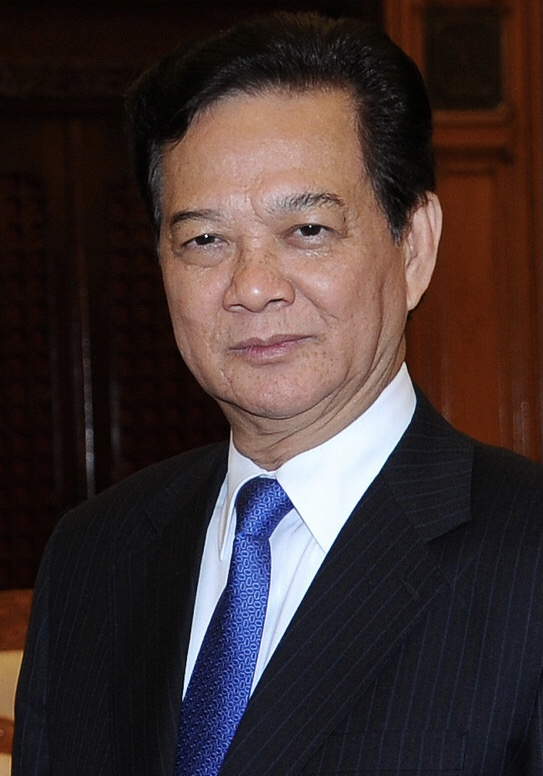
Nguyễn Tấn Dũng (2014)

Nguyễn Tấn Dũng (* 17. November 1949 in der Provinz Cà Mau) war von 2006 bis zum 7. April 2016 Premierminister von Vietnam.

## Leben
Nguyễn Tấn Dũng wurde im äußersten Süden Vietnams geboren, wuchs jedoch im Norden auf, wo er in der Vietnamesischen Volksarmee diente, Jura studierte und eine Zeitlang in der Parteischule der Kommunistischen Partei Vietnams arbeitete. Danach ging er in seine Heimatprovinz zurück, wo er mehrere Positionen in der Partei durchlief. Am 10. Juni 1967 wurde er in die Kommunistische Partei Vietnams aufgenommen.
Im Jahre 1995 wurde er nach Hanoi berufen, um stellvertretender Innenminister zu werden. Beim achten kommunistischen Zentral-Parteikomitee, das im Juli 1996 stattfand, wurde er als 46-Jähriger – bis dahin als jüngster Politiker – in das Politbüro gewählt. Ein Jahr später wurde er zum stellvertretenden Premierminister und Vorsitzenden des Rates für Finanzen und Währung ernannt, so dass er hohen Einfluss auf die wirtschaftliche Entwicklung Vietnams bekam. Von 1998 bis 1999 war er für kurze Zeit Gouverneur der Vietnamesischen Zentralbank, nachdem Cao Sỹ Kiêm entlassen worden war. Diesen Posten gab er auf, um sich auf die wirtschaftliche Entwicklung zu konzentrieren; im Jahre 2000 war er maßgeblich am Zustandekommen des bilateralen Handelsvertrages mit den USA beteiligt.
Im Jahre 2006 wurde er von Phan Văn Khải als Kandidat für das Amt des Premierministers Vietnams nominiert und am 27. Juni 2006 durch die Nationalversammlung in sein Amt berufen. Während seiner zwei Amtszeiten als Premierminister trieb Nguyễn Tấn Dũng Wirtschaftsreformen voran. Er unterstützte das Freihandelsabkommen Transpazifische Partnerschaft und machte sich deshalb einen Ruf als pragmatischer, pro-amerikanischer Kapitalist. Er schuf jedoch auch ein weitverzweigtes Netz aus politischen Unterstützern und Günstlingen und brachte zahlreiche Verwandte in wichtige politische und wirtschaftliche Positionen. Kritik gegen Nguyễn Tấn Dũng wurde vor allem im Zusammenhang mit hohen Verlusten bei der staatlichen Werft Vinashin, wachsenden Staatsschulden und Korruption laut. Marxistisch-konservative Kritiker warfen ihm vor, den sozialistischen Weg zu verlassen. In diesem Zusammenhang überstand Nguyễn Tấn Dũng am 14. November 2012 Aufforderungen zum Rücktritt: Einer der wenigen Abgeordneten im vietnamesischen Parlament, die nicht der Kommunistischen Partei angehören, forderte Dũng auf, die Verantwortung für die Finanz- und Wirtschaftskrise zu übernehmen und zurückzutreten. Er forderte «Fortschritte bei der Schaffung einer Rücktrittskultur» und verlangte von Regierungschef Dũng, den Anfang machen, zumal es an der Zeit sei, Verantwortung zu übernehmen, statt sich bloß zu entschuldigen.
Es wurde gemeinhin erwartet, dass Nguyễn Tấn Dũng zum Generalsekretär der Kommunistischen Partei aufsteigen würde, nachdem er das Maximum von zwei Amtszeiten als Premierminister erreicht hatte. Anfang 2016 unterlag Nguyễn Tấn Dũng auf dem 12. Parteitag in einem Machtkampf um die Position des Generalsekretärs der Kommunistischen Partei dem dem marxistisch-konservativen Lager zugerechneten Nguyễn Phú Trọng. Im Kampf um die Position des Generalsekretärs konnte er nur 41 Prozent der Stimmen auf sich vereinen. Dies war der erste offen ausgetragene Machtkampf in der Geschichte der Kommunistischen Partei Vietnams, bis dahin wurde nach außen hin stets das Konsensprinzip befolgt. Wenige Monate später wurde er zum Rückzug aus der Politik gezwungen.